# 朝鮮戦争戦没者慰霊碑

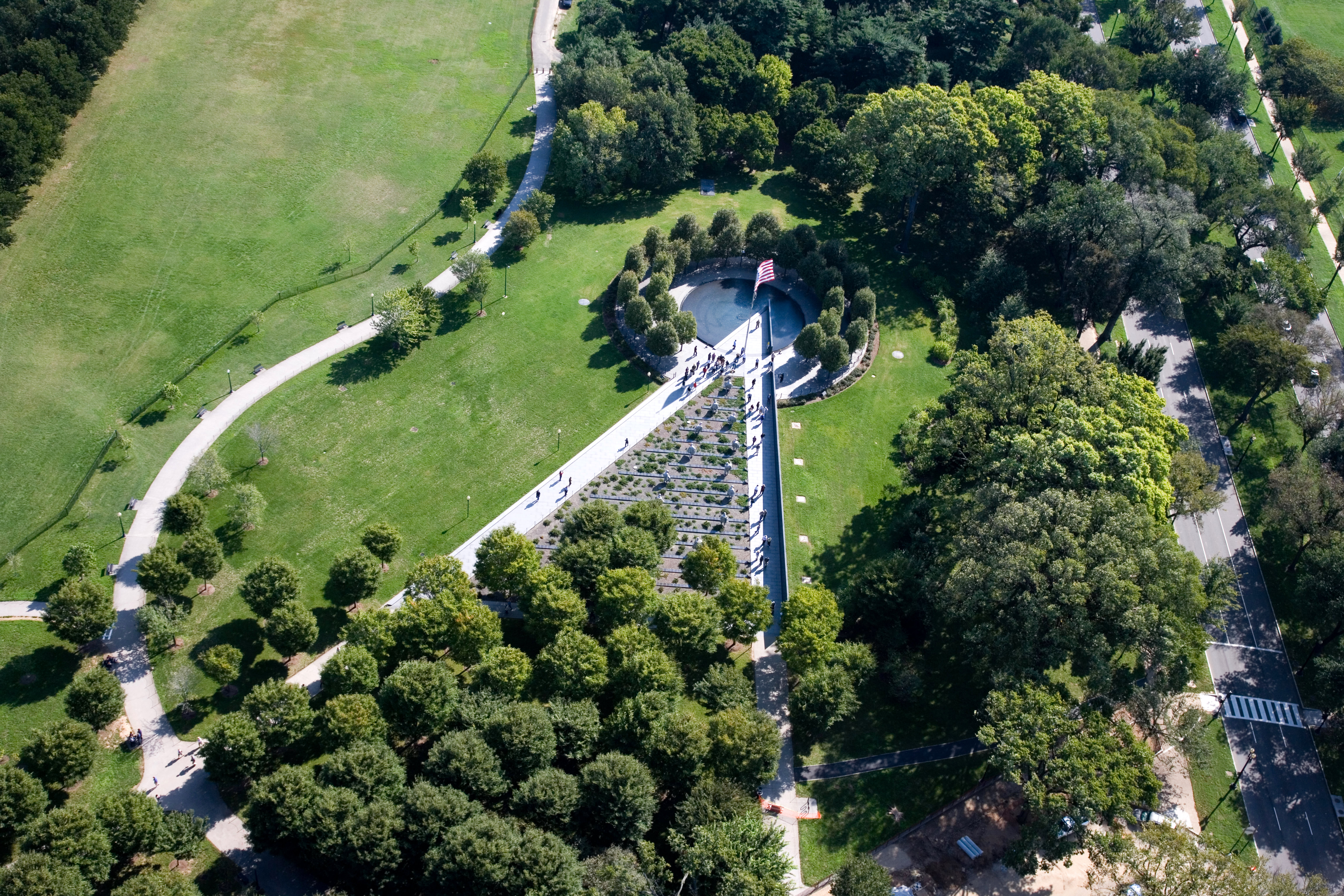
朝鮮戦争戦没者慰霊碑の追憶の池（the Pool of Rememblance）とアメリカ国旗。その下方に全19体の像、右側に黒い花崗岩の壁が見える。

朝鮮戦争戦没者慰霊碑（ちょうせんせんそうせんぼつしゃいれいひ、英:Korean War Veterans Memorial）は、アメリカ合衆国首都ワシントンD.C.、ウェスト・ポトマック・パークに位置する記念慰霊碑の名称。リンカーン記念館の南東、またその東側前方のナショナル・モールにあるリフレクティング・プールのちょうど南側にあたる場所に位置している。

## デザインと建築
朝鮮戦争戦没者慰霊碑は、アメリカ戦闘記念碑委員会がそのデザインと建築の運営を担う形で、アメリカ合衆国議会（合衆国制定法第99議会572法案）によって1986年10月28日に建造の権限が認定された。慰霊碑の建築が着工されたのは1993年11月である。その後竣工に際し、朝鮮戦争が終了した42周年目の休戦記念日にあたる1995年7月27日に除幕式が行われた。式は戦争時に戦地へ派遣された男女へ向けたもので、当時のアメリカ合衆国大統領、ビル・クリントンと韓国の大統領であった金泳三（キム・ヨンサム）が出席した。また慰霊碑の運営は、国立公園局下のナショナル・モールと記念公園団体によって行われた。慰霊碑はこの献納の日、国立公園局の定める他の国立歴史地区と同様に行政管理上の国家歴史登録財に登録された。

## 慰霊碑
慰霊碑は円形の広場に交わる三角形状の場所に建設されている。三角形状の広場内には、フランク・ゲイロードによりデザインされたステンレス製の全19の像が設置されている。各像は等身大よりやや大きく（約2.3メートルから2.4メートル・7フィート3インチから7フィート6センチほど）、完全装備に身を包んだ15名の陸軍兵、2名の海兵と1名の海軍衛生兵、そして1名の空軍兵が彫刻されている他、険しい朝鮮地域を表す花崗岩製の歩道と杜松の森林内を散らばるように配置された像は、偵察兵パトロール隊を表現している。
像の北側には三角形の一辺を形作る通路が片側に敷かれている。更にその後ろの南側には、ルイス・ネルソンによって設計され、戦争に巻き込まれた複数の兵士や機器並びに人々を研磨して描いた、約50メートル（164フィート）に及ぶ黒花崗岩製の壁（Mural Wall）がもう一辺の側面を形成している。これら全19の彫刻像と壁に反射する像（合わせて38体になる）は、人々が38度線を分けて争ったことを表している。また三角形の3番目の辺の部分にあたる面はリンカーン記念館に向かっている。
像と小道の北側には、朝鮮戦争にて軍隊や医療支援に貢献した22名の国連委員の名前を刻印する、やや低い壁である国連の壁が建設されている。
これらの像を含む円形広場には黒花崗岩で縁取られ、木立とベンチで囲まれた直径約10メートル（30フィート）程の「追憶の池（the Pool of Remembrance）」という浅いプールが設置されている。これには戦争で殺害された人数、行方不明者数、捕虜として捕まった人数などの記録が刻まれている他、その近くにある小板の記章には、「わが国は、それまで知る由も無かった国と一度も面識の無い人を守る声に答えた、息子や娘達に敬意を表する」と刻印されている。更に、こうしたアメリカ兵の人数の記録のすぐ隣には、戦争に関わった当時のアメリカ軍とその同盟の軍による国連軍の数が同じく書かれている。また、「追憶の池」越しに建つ花崗岩の壁の一部には、銀色に彫られた「自由はただではない（犠牲の上に成り立っている）―Freedom Is Not Free」の文字が刻まれている。

### 軍統計
慰霊碑の東端にある池に近接した黒花崗岩の壁には、朝鮮戦争で戦い、亡くなった兵士の戦没者数の統計が刻まれている。
- 死亡者数―アメリカ合衆国:54,246人、国連:628,833人
- 負傷者数―アメリカ合衆国:103,284人、国連:1,064,453人
- 捕虜数―アメリカ合衆国:7,140人、国連:92,970人
- 行方不明者数―アメリカ合衆国:8,177人、国連:470,267人

花崗岩の壁は約1.5メートルから3.6メートル（5フィートから12フィート）の高さに及ぶ全41枚のタイルで構成されている。

## 参考
以下は英語版ウィキペディアの記事の参考より。
- U.S. Corps of Engineers, Baltimore district
- Korean War Vererans Memorial, National Park Service leaflet, GPO:2204—304-337/00178
- The National Parks: Index 2001–2003. Washington: w:en:U.S. Department of the Interior.